# 國立臺灣圖書館
國立臺灣圖書館（簡稱：國臺圖、國台圖、臺圖，舊稱：國立中央圖書館臺灣分館、央圖臺分館，因位於中和四號公園，俗稱為四號公園圖書館），是臺灣三所國立圖書館之一，負責臺灣學資料之研究及推廣（另兩所為負責出版物法定送存的國家圖書館，和輔導地方公共圖書館的國立公共資訊圖書館），隸屬於中華民國教育部，前身為日治時期的臺灣總督府圖書館。
國立臺灣圖書館的館址位於新北市中和區，是一所兼具大眾與學術取向的公共圖書館。在面向大眾方面，設有為兒童服務的「親子資料中心」，促進親子共學和繪本推廣，針對視障者有「視障資料中心」，該館同時也是身心障礙者數位圖書資源服務的專責圖書館。此外，對老人、青少年、新住民，亦分別規劃有「樂齡資源區」、「青少年悅讀區」、「多元文化資源區」。
在學術研究方面，由於保存了豐富的清治和日治時期臺灣文獻，設有「臺灣學研究中心」，除了臺灣文獻外，亦包含涉及日本當時南洋政策的「南方資料」館藏，並建置或管理與此相關的數位資源，如「臺灣學數位電子書資料庫」、「臺灣政經資料庫」、「臺灣方志網」、「地圖資料庫」，數個館藏資料的影像系統，以及涉及臺灣研究的文獻目錄、期刊索引、剪報資料的檢索資料庫，另外也會舉辦臺灣學研討會、講座、書展，發行期刊等。
該館還設有修復圖書文獻的「臺灣圖書醫院」，以及支援學校發展鄉土教育的「本土教育資源中心」，並對108課綱高中學生的自主學習項目推出「自主資源學習網」。
陽明山的中式宮殿建築古蹟兼多功能會議設施中山樓在2012年5月20日移交中央圖書館臺灣分館（國立臺灣圖書館的舊名）管理。

## 沿革

### 早期
圖書館館藏由來可上溯至日本人於淡水館（清代登瀛書院址）所設立的「臺灣文庫」。
日本大正三年（1914）四月十三日，以敕令第六十二號公布「臺灣總督府圖書館」官制，而於同年十一月在艋舺（萬華）清水祖師廟內，設置臨時事務所，籌備開館事宜。1915年六月，遷館至臺北市書院町，臺灣總督府廳舍西北側，原彩票局廳舍 (即博愛路與寶慶路口，今博愛大樓)。八月九日正式對外開放閱覽。該館是臺灣第一所現代化圖書館，亦是日治時期臺灣館藏最豐富、規模最大的圖書館，具有輔導臺灣全島圖書館事業發展的職責。到戰時為止，館藏已達中日西文圖書約20萬冊。二戰時館舍遭美軍轟炸損毀；幸當時館長山中樵疏散得宜，大部分館藏皆躲過戰火的摧殘而留存至今。

### 館前路時期
1945年中華民國政府接收日本台灣總督府轄區後，臺灣省行政長官公署將其與南方資料館合併改制為「臺灣省行政長官公署圖書館」（簡稱臺灣省圖書館），借臺灣省立博物館（今國立臺灣博物館）一樓，位於臺北市館前路、襄陽路口，提供閱覽服務。

### 新生南路時期

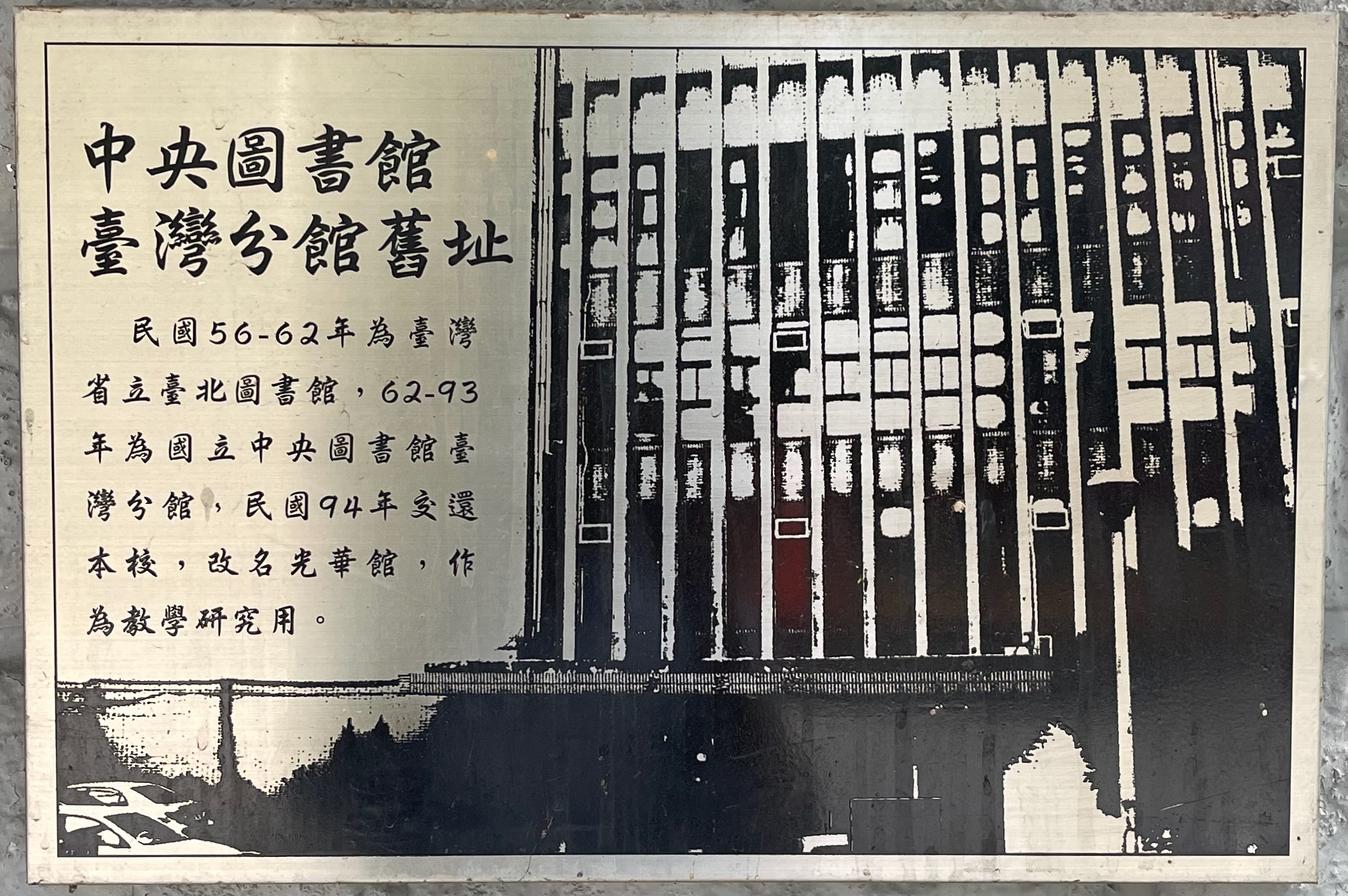
新生南路舊址紀念牌（今國立臺北科技大學光華館）2022現況

1947年改為「臺灣省立臺北圖書館」，隸屬臺灣省政府教育廳。由於館舍空間不足，1955年臺灣省立臺北圖書館遷至新生南路臺北工專（今國立臺北科技大學）旁，並陸續將原分藏於新店檳榔坑、木柵馬明潭等處的圖書運回典藏。1967年7月1日，臺北市升格為直轄市，省屬機關陸續遷往省治中興新村或臺中市；各界人士都期待臺灣省立臺北圖書館留在臺北市，以便於利用其館藏和服務。當時，國立中央圖書館已在臺北市南海學園復館，而該館組織條例中提到可設立分館（抗戰時期成立過重慶分館）；最終決定，臺灣省立臺北圖書館由中華民國教育部接管。
1973年10月22日，臺灣省立臺北圖書館改名為「國立中央圖書館臺灣分館」。
1996年，國立中央圖書館更名為國家圖書館；但國立中央圖書館臺灣分館有獨立的組織條例，並未隨之更名，形成國立中央圖書館只有分館卻無總館的狀況。

### 中和新館

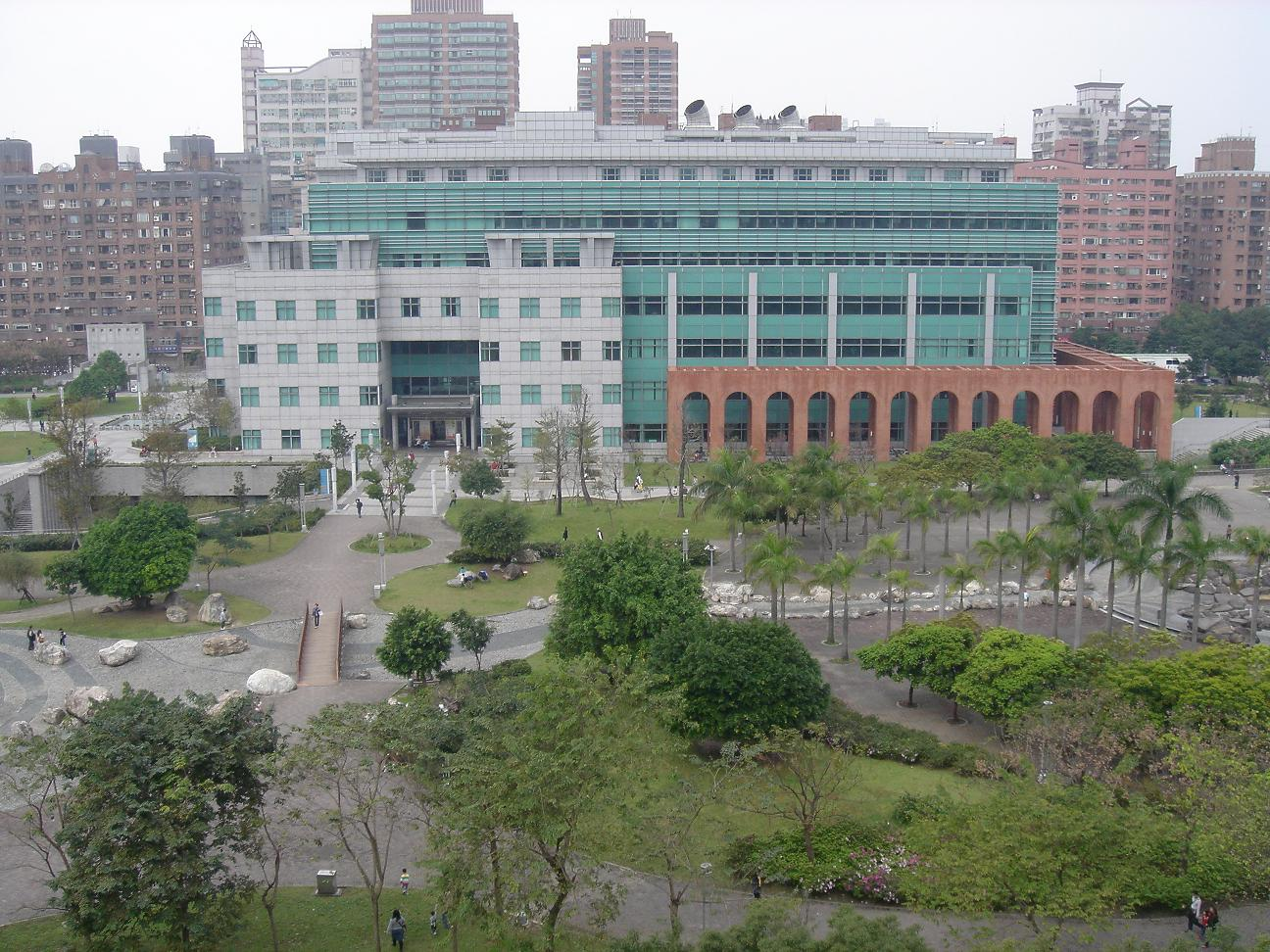
國立臺灣圖書館和中和四號公園

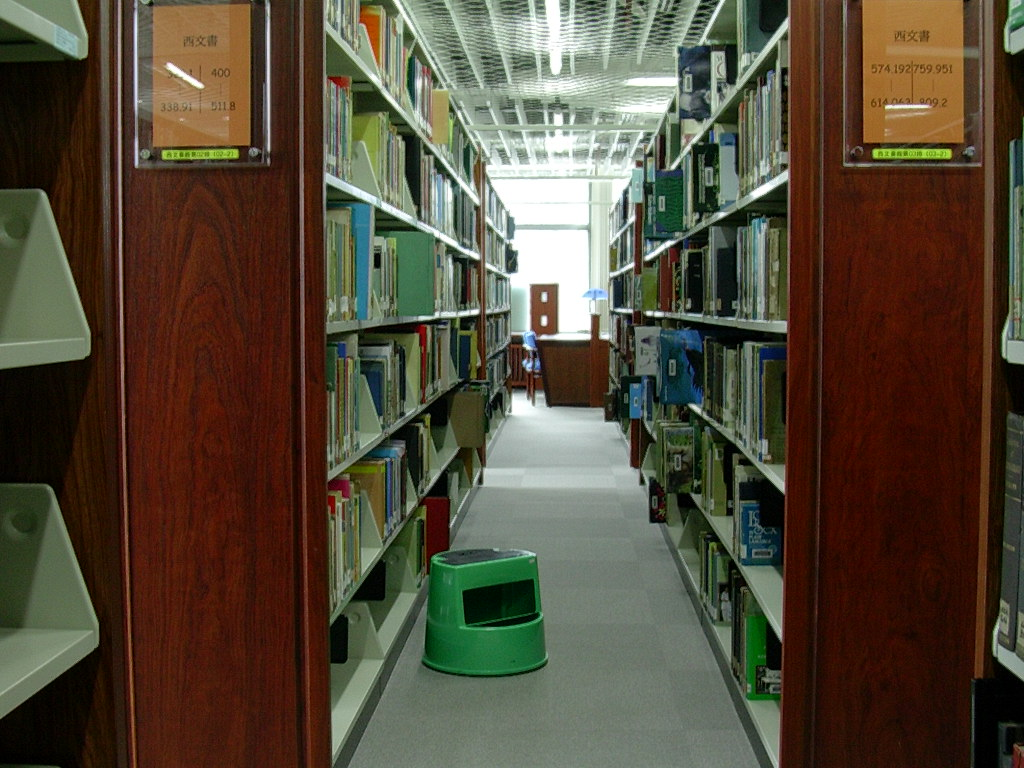
西文館藏區

2004年，國立中央圖書館臺灣分館中和新館開館，館舍面積15,000坪，為全臺灣建築總面積最大的圖書館；原預定在遷館後同時改為現名，館內設備已採用該名稱，但其相關組織法未及修改。2012年2月3日，總統令公布《國立臺灣圖書館組織法》。
2013年元旦，《國立臺灣圖書館組織法》施行，國立中央圖書館臺灣分館更名為「國立臺灣圖書館」，為臺灣最大的國立公共圖書館建築，樓板面積約有六萬平方公尺，館藏約170萬冊。5月20日，原教育部所轄國立國父紀念館改隸文化部；國父紀念館下轄陽明山中山樓續留教育部管轄，由本館接管。

## 歷任館長
| 任次         | 姓名         | 任期                   | 隸屬               | 備註                                         |
| 台灣日治時期 | 台灣日治時期 | 台灣日治時期           | 台灣日治時期       | 台灣日治時期                                 |
| ------------ | ------------ | ---------------------- | ------------------ | -------------------------------------------- |
| 1            | 隈本繁吉     | 1915年8月－1916年5月   | 臺灣總督府         |                                              |
| 2            | 太田為三郎   | 1916年5月－1921年7月   |                    |                                              |
| 3            | 並河直廣     | 1921年7月－1927年7月   |                    |                                              |
| 4            | 若槻道隆     | 1927年7月－1927年8月   |                    |                                              |
| 5            | 山中樵       | 1927年8月－1945年8月   |                    |                                              |
| 臺灣戰後時期 |              |                        |                    |                                              |
| 6            | 范壽康       | 1945年11月－1946年10月 | 臺灣省行政長官公署 | 臺灣總督府圖書館→ 臺灣省行政長官公署圖書館   |
| 7            | 吳克剛       | 1946年10月－1955年4月  | 臺灣省政府教育廳   | 臺灣省行政長官公署圖書館→ 臺灣省立臺北圖書館 |
| 8            | 蔣復璁       | 1955年5月－1955年10月  |                    |                                              |
| 9            | 王省吾       | 1955年10月－1965年8月  |                    |                                              |
| 10           | 劉效騫       | 1965年8月－1967年2月   |                    |                                              |
| 11           | 韓寶鑑       | 1967年2月－1969年9月   |                    |                                              |
| 12           | 袁金書       | 1969年10月－1973年10月 | 國立中央圖書館     | 臺灣省立臺北圖書館→ 國立中央圖書館臺灣分館   |
| 13           | 胡安彝       | 1973年10月－1978年8月  |                    |                                              |
| 代理         | 章以鼎       | 1978年8月－1978年11月  |                    |                                              |
| 14           | 劉昌博       | 1978年11月－1985年6月  |                    |                                              |
| 15           | 朱大松       | 1985年6月－1988年7月   |                    |                                              |
| 16           | 孫德彪       | 1988年7月－1992年7月   |                    |                                              |
| 17           | 林文睿       | 1992年7月－2004年10月  | 中華民國教育部     |                                              |
| 18           | 廖又生       | 2004年10月－2006年9月  |                    |                                              |
| 代理         | 王國隆       | 2006年10月－2006年12月 |                    |                                              |
| 19           | 蘇德祥       | 2006年12月－2007年9月  |                    |                                              |
| 20           | 黃雯玲       | 2007年9月－2012年8月   |                    |                                              |
| 21           | 陳雪玉       | 2012年8月－2015年2月   |                    | 國立中央圖書館臺灣分館→ 國立臺灣圖書館       |
| 代理         | 吳明珏       | 2015年2月－2015年4月   |                    |                                              |
| 22           | 楊玉惠       | 2015年4月－2015年9月   |                    |                                              |
| 23           | 鄭來長       | 2015年9月－2021年9月   |                    |                                              |
| 24           | 李秀鳳       | 2021年9月－2022年9月   |                    |                                              |
| 25           | 曹翠英       | 2022年9月－迄今        |                    |                                              |

## 組織
- 館長
  - 主任秘書（兼任陽明山中山樓管理所所長）

行政及業務單位
- 陽明山中山樓管理所
- 企劃推廣組
- 採訪編目組
- 閱覽典藏組
- 參考特藏組
- 秘書室
- 主計室
- 人事室

任務編組
- 圖書館事業研究發展委員會
- 臺灣學研究中心諮詢委員會：臺灣學研究中心
- 資訊中心
- 親子資料中心
- 視障資料中心
- 自修室
- 臺灣圖書醫院
- 駐衛警察隊

## 外部連結
- 官方网站 （页面存档备份，存于）（繁體中文）（英文）（日語）
- 國立臺灣圖書館的Facebook專頁